# WT1
WT1（Wilms tumor 1）もしくはWT33は、ヒトでは11番染色体短腕（11p）に位置するWT1遺伝子にコードされるタンパク質である。

## 機能
WT1遺伝子は、C末端に4つのジンクフィンガーモチーフ、N末端にプロリン/グルタミンリッチDNA結合ドメインを持つ転写因子をコードする。WT1は泌尿生殖器系の正常な発生に必要不可欠であり、ウィルムス腫瘍の患者の一部で変異が生じていることが名称の由来となっている。2つのエクソンでの選択的スプライシングによる複数のバリアントが存在し、特性解析がなされている。また、最初のAUG開始コドンよりも上流、同じフレームの非AUG型（CUG）翻訳開始部位の利用のエビデンスが存在し、それによってさらに異なるアイソフォームが産生される。

## 構造
WT1のジンクフィンガーは、EGR1のものと類似しており、これらの標的遺伝子にも重複がみられる。

## 臨床的意義
WT1遺伝子の変異は腎臓の胎児性がんと関係しており、新生児10万人あたりに約1–9人が影響を受ける。変異は散発性のものである場合も家族性のものである場合もある。WT1の不活性化はウィルムス腫瘍や、腎症と性器の異常が引き起こされるデニス・ドラッシュ症候群の原因となる。WT1タンパク質は、がん抑制因子として知られているp53など、細胞内の多くの因子と結合することが判明している。その名称にもかかわらず、ウィルムス腫瘍症例の約5–10%のみでWT1に変異がみられる。この疾患と関係している他の遺伝子には、BRCA2（600185）やGPC3（300037）がある。
急性骨髄性白血病（AML）において、WT1はTET2、IDH1、IDH2と相互排他的に変異している。TET2はWT1によって標的遺伝子にリクルートされ、プロモーター領域の5mCを5hmCに変換することでWT1標的遺伝子を活性化するという、AMLの発症と関連したWIT（WT1, IDH1/2, TET2）経路を構成している。
セリンプロテアーゼHtrA2はWT1に結合し、細胞傷害性薬剤処理後にWT1を複数箇所で切断する。
免疫組織化学的手法によって、WT1タンパク質は中皮腫の75%、卵巣漿液性癌の93%の細胞核、そして良性の中皮や卵管上皮で観察される。これによって、これらの腫瘍を他の類似したがんと区別することができる。しかしながら、抗WT1抗体はさまざまな良性・悪性細胞において高頻度で細胞質タンパク質と交差反応するため、核染色のみが診断に利用される。
WT1の変異はヘルニアの素因となる。

### 薬剤標的として
さまざまながんにおいて、WT1に対する獲得免疫応答を誘導するワクチンの臨床試験が行われている。WT1を標的としたT細胞療法（TCR-T）の白血病に対する臨床試験も行われている。

### 疾患のモニタリング
WT1遺伝子は血液のがんで過剰発現している。このことは疾患のモニタリング（治療効果の評価や治療後の再発・寛解のチェック）に広く利用されている。WT1の発現レベルの決定には、定量PCR（qPCR）を用いることが望ましい。WT1の発現レベルの上昇は、増殖性疾患の進行と再発と強く関係している。マーカーとしてのWT1は、急性骨髄性白血病のモニタリングのゴールドスタンダードとして利用される。慢性骨髄性白血病や骨髄増殖性腫瘍など他の血液のがんでもWT1の過剰発現がみられる場合があり、こうしたがんでも特定の症例ではWT1のモニタリングが行われる。

## 相互作用
WT1はTET2、U2AF2、PAWR、UBE2I、WTAPと相互作用することが示されている。WT1はCITED2とともにSF-1を活性化する。

## RNA編集
ヒトのWT1 ｍRNAはRNA編集の証拠が得られている。RNA編集は選択的スプライシングとともに、タンパク質のアイソフォームの種類を増加させる。
編集はヒトのほか、マウスとラットでも生じることが知られている。編集は組織特異的であり、発生過程で調節されている。ラットでは、編集は精巣と腎臓に限定されていることが示されている。

### 編集の種類
編集部位はエクソン6の839番のヌクレオチドであり、この編集によってコドンはプロリン（CCC）からロイシン（CUC）に変化する。
このウリジンからシチジンへの編集反応はウリジンのアミド化であると考えられている。この編集の重要性や反応を担う酵素は不明である。他の編集部位（ApoB mRNAの編集など）と同様に、編集が行われる領域は保存されている。マウス、ラットそしてヒトでは、編集部位の前10ヌクレオチドと後4ヌクレオチドの隣接配列が保存されている。

### 編集の影響
RNA編集によって異なるアミノ酸を持つタンパク質が翻訳される。アミノ酸の変化は転写活性化機能に関与するドメインに生じている。
編集が行われたタンパク質は、編集が行われていないタンパク質と比較して、増殖促進遺伝子の転写に対する抑制的調節が低下することがin vitroで示されている。編集の生理学的役割は未解明であるが、編集がウィルムス腫瘍の病因に関与している可能性が示唆されている。

## 実験モデル
WT1のホモログ遺伝子（Wt1）はマウスゲノムにも存在する。Wt1がノックアウトされたマウスモデルは、ヒトの病理に対応する症状を示す。このマウスでは、WT1シグナルが機能不全となった患者の症例と同様、泌尿生殖器系の欠陥が観察される。マウスでは胚発生段階での欠陥のため、腎臓が欠損する。このことはWT1が腎臓の適切な形成と発達に無条件で必須であることを示唆している。
そのほか、Wt1ノックアウトマウスでは、性腺や副腎など、いくつかの種類の腺が欠損する。ノックアウトの影響は心臓や循環器でも観察され、心臓や横隔膜に関するいくつかの異常、浮腫やリンパ循環に関する問題が記載されている。こうした欠陥のため、マウスは出生前に致死となる。
マウスモデルは、急性骨髄性白血病など、WT1の発現と関係した特定の疾患の研究のためにも利用される。Wt1の発現レベルや局在を調べるため、Wt1-GFPノックインモデルが作製されている。造血幹細胞や造血系前駆細胞など、骨髄由来の正常な非形質転換細胞ではWt1の発現は全くもしくはわずかにしか見られないのに対し、白血病細胞では有意に過剰発現していることがこのモデルから示されている。

## 関連文献
- “WT1: a novel tumor suppressor gene inactivated in Wilms' tumor”. The New Biologist 4 (2):  97–106. (February 1992). PMID 1313285.
- “The WT1 Wilms tumor gene product: a developmentally regulated transcription factor in the kidney that functions as a tumor suppressor”. FASEB Journal 7 (10):  896–903. (July 1993). doi:10.1096/fasebj.7.10.8393820. PMID 8393820.
- “Wilms tumor and the WT1 gene”. Experimental Cell Research 264 (1):  74–99. (March 2001). doi:10.1006/excr.2000.5131. PMID 11237525.
- “WT1 proteins: functions in growth and differentiation”. Gene 273 (2):  141–61. (August 2001). doi:10.1016/S0378-1119(01)00593-5. PMID 11595161.
- “Clinical and molecular evidence for the role of androgens and WT1 in testis descent”. Molecular and Cellular Endocrinology 185 (1–2):  43–50. (December 2001). doi:10.1016/S0303-7207(01)00631-1. PMID 11738793.
- “A review of the phenotypic variation due to the Denys-Drash syndrome-associated germline WT1 mutation R362X”. Human Mutation 19 (4):  462. (April 2002). doi:10.1002/humu.9031. PMID 11933209.
- “The complex life of WT1”. Journal of Cell Science 116 (Pt 9):  1653–8. (May 2003). doi:10.1242/jcs.00405. PMID 12665546.
- “Upregulation of Wilms' tumor gene 1 (WT1) in desmoid tumors”. International Journal of Cancer 114 (2):  202–8. (March 2005). doi:10.1002/ijc.20717. PMID 15540161.
- “WT1 and glomerular diseases”. Pediatric Nephrology 21 (11):  1653–60. (November 2006). doi:10.1007/s00467-006-0208-1. PMID 16927106.
- “Upregulation of Wilms' tumour gene 1 (WT1) in uterine sarcomas”. European Journal of Cancer 43 (10):  1630–7. (July 2007). doi:10.1016/j.ejca.2007.04.008. PMID 17531467.
- “The many facets of the Wilms' tumour gene, WT1”. Human Molecular Genetics 15 Spec No 2:  R196–201. (October 2006). doi:10.1093/hmg/ddl196. PMID 16987884.